# Agathia visenda
Agathia visenda là một loài bướm đêm trong họ Geometridae.